# Comunitat de municipis del Sud Goëlo
La Comunitat de municipis del Sud Goëlo (en bretó Kumuniezh kumunioù Su-Goueloù) és una estructura intercomunal francesa, situada al departament de les Costes d'Armor a la regió Bretanya, al País de Saint-Brieuc. Té una extensió de 58,91 kilòmetres quadrats i una població de 13.413 habitants (2009).

## Composició
Agrupa 6 comunes :
1. Binic
2. Étables-sur-Mer
3. Lantic
4. Plourhan
5. Saint-Quay-Portrieux
6. Tréveneuc

## Història
L'origen d'aquesta comunitat de comunes està en el sindicat d'equipament del cantó d'Étables-sur-Mer creat el 6 de novembre de 1969.
L'u de gener de 1996 fou creat el Districte de Saint-Quay-Portrieux, Binic, Cantó d'Étables-sur-Mer. Esdevindrà Districte del Sud-Goëlo en 1999.
Finalment, el 7 de març de 2001, el Districte es transformà en comunitat de comunes del Sud-Goëlo.